# Huỳnh Quang Thanh
Huỳnh Quang Thanh (né le 10 octobre 1984 à Hô Chi Minh-Ville au Viêt Nam) est un footballeur international vietnamien, qui évoluait au poste de défenseur.

## Biographie

### Carrière en sélection
Huỳnh Quang Thanh reçoit 46 sélections en équipe du Viêt Nam entre 2005 et 2014, inscrivant quatre buts.
Il participe avec cette équipe à la Coupe d'Asie des nations 2007. Il joue quatre matchs lors de ce tournoi, inscrivant un but contre les Émirats arabes unis. Le Viêt Nam atteint les quarts de finale de cette compétition, en étant battu par l'Irak.
Il dispute également les éliminatoires du mondial 2010 et les éliminatoires du mondial 2014. Le 3 juillet 2011, il inscrit un doublé contre Macao, lors de ces éliminatoires.

## Palmarès
Becamex Bình Dương
| - Championnat du Viêt Nam (2) : - Champion : 2007 et 2008. - Vice-champion : 2006 et 2009. - Coupe du Viêt Nam : - Finaliste : 2008 et 2014. |  | - Supercoupe du Viêt Nam (2) : - Vainqueur : 2007 et 2008. |